# 東京都立保谷高等学校
東京都立保谷高等学校（とうきょうとりつ ほうやこうとうがっこう）は、東京都西東京市住吉町五丁目に所在する都立高等学校。

## 概要
1970年創立の都立高等学校。2009年より都の重点指定校に指定されており、校内改革が進んでいる。土曜日や放課後、長期休業中には多くの補習が開かれている。2年次になると、総合クラスの他に国公立大学や難関私立大学を目指す「応用力養成クラス(特進クラス)」が設置される。2013年より進学対策強化のため、1年次より設置された。東京学芸大学等との高大提携を実施していて、聴講により高校の単位として取得することができる。

## 沿革
- 1970年
  - 12月11日 東京都立保谷高等学校（仮称）の開設事務所を東京都立東大和高等学校内に置き、公立学校長佐藤彦信開設業務に就く。
  - 12月27日 東京都立学校設置条例の公布により、東京都立保谷高等学校設置される。
- 1971年
  - 1月1日 佐藤彦信初代校長として発令される。
  - 2月25日 校章・校旗を制定する。
  - 4月5日 校地引受　26,734.05m2
  - 4月10日 第1回入学式を挙行。（東京都立東大和高等学校内仮校舎にて行う）新入生は男子133名、女子146名（6学級）
  - 8月31日 校舎建築第1期工事完了（A棟4階建）
- 2014年
  - 3月7日 校舎大規模改修工事終了（A棟、B棟、体育館）[1]

## 校歌
- 山本和夫作詞／岩河三郎作曲

## 制服
創立以来、男女とも紺一色のブレザーであったが、1998年度より制服が変更された。新制服は夏服・冬服共に中野裕通がデザイン。
2014年度より再度制服が変更された。2024年度から男女関係なくネクタイ・リボンの着用が認められた。

## 部活動
ソフトボール部の強豪校として知られており、都大会では12年連続優勝を果たしている。
部活動・同好会（運動系）
バレーボール(女子)、バスケットボール(男子)、バスケットボール(女子)、バドミントン、ハンドボール、硬式テニス(男子)、硬式テニス(女子)、水泳、サッカー(男子)、野球(硬式)、ソフトボール、剣道、卓球、ダンス、ソフトテニス、陸上
部活動・同好会（文化系）
吹奏楽、現代音楽、演劇、茶道、美術、科学、執筆、料理、写真、歴史研究、国際交流、パソコン、書道

## 学校行事
- 4月-東京グローバルゲートウェイ[2]
- 5月-体育祭
- 7月-芸術鑑賞教室
- 9月-文化祭(保谷祭)
- 12月-修学旅行(2年生)
- 3月-球技大会/合唱コンクール

### 文化祭
１・２年生は飲食店、カジノ、お化け屋敷等、自由な出し物をする。3年生は演劇をすることが伝統となっている。

### 合唱コンクール
毎年所沢ミューズで行われ、1・2年生のみが参加する。
新型コロナウイルスの影響により行えていなかった様々な行事を復活させリスタートしたため、2022年度が都立保谷高等学校第1回合唱祭となっている。

### 球技大会
毎年3月に1・2年生が男女別2種目の競技に分かれて、各クラス対抗で1位を目指す。2024年度の種目は男子はサッカーとバスケ、女子はハンドボールとバスケだった。

## 交通
出典 : 
電車
- 西武池袋線保谷駅より徒歩15分
- 西武池袋線ひばりヶ丘駅より徒歩18分

バス
| 運行事業者        | 乗車駅       | 路線・系統     | 下車停留所                        |
| ----------------- | ------------ | -------------- | --------------------------------- |
| はなバス          | ひばりヶ丘駅 | 住吉・泉町循環 | 「保谷高校」                      |
| はなバス          | ひばりヶ丘駅 | 東伏見駅行     | 「西東京市役所保谷庁舎」、徒歩9分 |
| 関東バス 西武バス | 三鷹駅       | 鷹21           | 「西東京市役所保谷庁舎」、徒歩9分 |
| 西武バス          | 田無駅       | 田41           | 「西東京市役所保谷庁舎」、徒歩9分 |
| 西武バス          | 吉祥寺駅     | 吉63           | 「西東京市役所保谷庁舎」、徒歩9分 |
| 西武バス          | 吉祥寺駅     | 吉66           | 「保谷駅南口」、徒歩15分          |
| 西武バス          | 武蔵境駅     | 境03           | 「谷戸住宅」、徒歩18分            |

## 著名な出身者
- 三好礼子（エッセイスト）
- 長尾敬（衆議院議員）
- 谷村有美（歌手）
- ゾッド星島（ミュージシャン）
- 小林顕作（俳優・脚本家・演出家、オフロスキー）
- 筧昌也（映画監督）
- 一木美名子（女優、声優）
- 大松彰（フリーアナウンサー・俳優）
- 入江慎也（元お笑いタレント・カラテカ）
- 矢部太郎（お笑いタレント・カラテカ）
- 箕輪はるか（お笑いタレント・ハリセンボン）
- 阿部磨有香（元お笑いタレント・少年少女）
- 渋沢小哉芳（飛込競技選手）
- 高田明典（フェリス女学院大学教授）
- 高際みゆき (東京都豊島区長、元豊島区副区長)
- 馬場一彦（元東京都東久留米市長、元東久留米市議会議員）
- 牧野晋（元麗澤大学教授）
- 松藤正伸 （サッカー選手）
- 池澤隆史 （東京都西東京市長）

## 著名な教職員・関係者
- 有馬信夫（同校硬式野球部元監督）